# Katharine Houghton
Katharine Houghton Grant (Hartford, 10 de março de 1945) é uma atriz e dramaturga americana. Ela interpretou Joanna "Joey" Drayton, uma mulher branca que traz para casa seu noivo negro para conhecer seus pais, no filme de 1967, Guess Who's Coming to Dinner. Katharine Hepburn, que interpretou a mãe do personagem de Houghton no filme, era tia de Houghton. Ela também é conhecida por seu papel como avó de Kanna, Katara e Sokka no filme O Último Mestre do Ar (2010).

## Vida
Houghton nasceu em Hartford, Connecticut, o segunda filha de Marion Hepburn e Ellsworth Grant. Ela frequentou a Kingswood-Oxford School e Sarah Lawrence College, onde se formou em filosofia e arte. Houghton recebeu o nome de sua avó materna, a sufragista e reformadora de Connecticut Katharine Martha Houghton Hepburn.
Sua tia, Katharine Hepburn, foi fundamental para ajudar Houghton a lançar sua carreira. Schuyler Grant, sobrinha de Houghton, também se tornou atriz.

## Carreira
Houghton desempenhou papéis principais em mais de 60 produções na Broadway, off-Broadway e em teatros regionais em toda a América. Ela ganhou o Theatre World Award por sua atuação em A Scent of Flowers off Broadway em 1969.
Houghton apresentou palestras em locais em todo o país, incluindo o Fall Concert & Lectures Series de 2001 no Metropolitan Museum of Art e no The Cosmopolitan Club. Ela lecionou no Metropolitan Museum of Art novamente em junho de 2008, apresentando "Saucy Gamine, Reluctant Penitent e Glorious Victor", uma revisão da carreira de sua tia em Hollywood refletida em três de seus filmes.

### Escritora
Houghton também é dramaturga. Além de escrever suas próprias peças, ela concluiu traduções de obras de outros. Onze de suas peças foram produzidas.
Sua peça Buddha foi publicada na Best Short Plays de 1988. Seu musical Bookends estreou na New Jersey Repertory Company no verão de 2007, recebeu ótimas críticas e rendeu ao teatro as maiores bilheterias em seus 11 anos de história. Desde então, fez parte duas vezes da Série de Leitura de Desenvolvimento do The York Theatre e está sendo remodelado. 
Em 1975, Houghton escreveu uma história infantil, "The Wizard's Daughter", que foi coletada no livro Two Beastly Tales, ilustrado por Joan Patchen. A segunda história do livro foi escrita por JB Grant, irmão mais velho de Houghton.

## Filmografia
| Ano  | Título                          | Função                        | Notas |
| ---- | ------------------------------- | ----------------------------- | ----- |
| 1967 | Adivinha quem vem para o Jantar | Joanna 'Joey' Drayton         |       |
| 1974 | The Gardener                    | Ellen Bennett                 |       |
| 1982 | The Eyes of the Amaryllis       |                               |       |
| 1988 | Senhor norte                    | Sra. Skeel                    |       |
| 1991 | Billy Bathgate                  | Charlotte                     |       |
| 1993 | Ethan Frome                     | Sra. Hale                     |       |
| 1993 | The Night We Never Met          | Menos / Mais Queijo Lady      |       |
| 1995 | Deixe ser eu                    | Mulher sem-teto               |       |
| 2004 | Kinsey                          | Sra. Spaulding                |       |
| 2010 | The Last Airbender              | Kanna - avó de Katara e Sokka |       |

### Televisão
| Ano  | Título                  | Função              | Notas                                                      |
| ---- | ----------------------- | ------------------- | ---------------------------------------------------------- |
| 1966 | ABC Stage 67            | Bonnie              | "A confissão"                                              |
| 1966 | Falcão                  | Ofélia              | "Quão perto você consegue chegar?"                         |
| 1968 | Judd, for the Defense   | Suzy Thurston       | "Em uma nuvem de fumaça"                                   |
| 1974 | CBS Daytime 90          | Gabby               | "Legado do Medo"                                           |
| 1976 | The Adams Chronicles    | Abigail Adams Smith | Minisséries de TV                                          |
| 1981 | ABC Afterschool Special | Srta James          | " A cor da amizade "                                       |
| 1987 | I'Il Take Manhattan     | Pepper Delafield    | Minisséries de TV                                          |
| 2017 | Mr. Mercedes            | Elizabeth Wharton   | "Nublado, com possibilidade de caos", "A hora do suicídio" |